# Ildikó Pádár
Ildikó Pádár (ur. 19 kwietnia 1970 w Heves), była węgierska piłkarka ręczna, wielokrotna reprezentantka kraju.
Jej największym osiągnięciem były dwa medale igrzysk olimpijskich. W 1996 r. w Atlancie zdobyła brązowy medal, z kolei 2000 r. w Sydney medal srebrny.
Zdobyła również wicemistrzostwo Świata w 1995 r., a także mistrzostwo Europy w 2000 r. w Rumunii.